# Bonnevent-Velloreille
Bonnevent-Velloreille là một xã thuộc tỉnh Haute-Saône trong vùng Bourgogne-Franche-Comté phía đông nước Pháp.